# Duitsland op het Eurovisiesongfestival 1959
Duitsland nam deel aan het  Eurovisiesongfestival 1959, gehouden in Cannes, Frankrijk het was de 4de deelname van het land. 

## Selectieprocedure
Duitsland werd vertegenwoordigd door de tweeling Alice & Ellen Kessler, met het lied '"Heute Abend wollen wir tanzen geh'n", op het  Eurovisiesongfestival 1959, dat plaatsvond op 11 maart het was de eerste keer dat de Duitse inzending via een interne selectie werd gekozen.
1956 · 1957 · 1958 · 1959 · 1960 · 1961 · 1962 · 1963 · 1964 · 1965 · 1966 · 1967 · 1968 · 1969 · 1970 · 1971 · 1972 · 1973 · 1974 · 1975 · 1976 · 1977 · 1978 · 1979 · 1980 · 1981 · 1982 · 1983 · 1984 · 1985 · 1986 · 1987 · 1988 · 1989 · 1990 · 1991 · 1992 · 1993 · 1994 · 1995 · 1996 · 1997 · 1998 · 1999 · 2000 · 2001 · 2002 · 2003 · 2004 · 2005 · 2006 · 2007 · 2008 · 2009 · 2010 · 2011 · 2012 · 2013 · 2014 · 2015 · 2016 · 2017 · 2018 · 2019 · 2020 · 2021 · 2022 · 2023 · 2024 · 2025